# Jan Lever (bioloog)

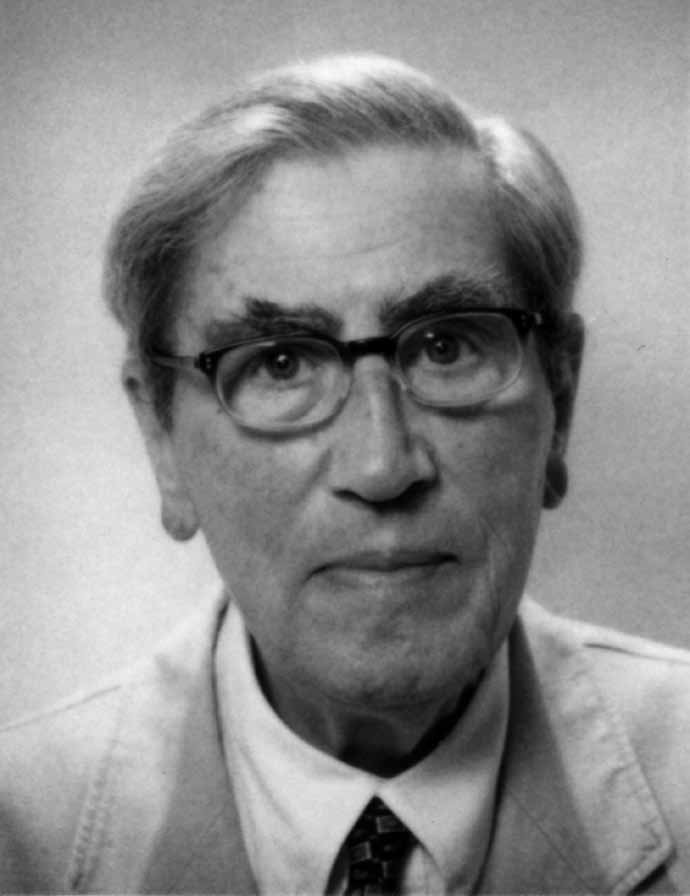

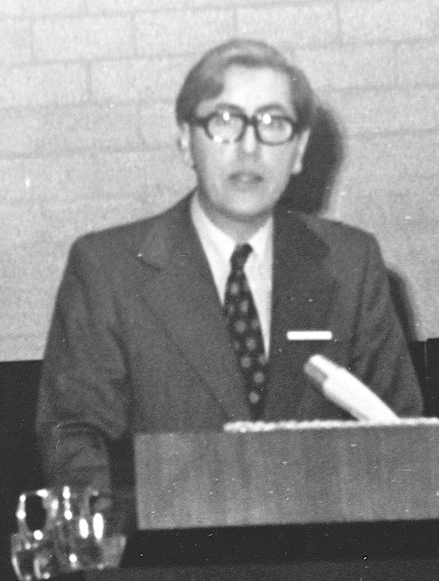
Professor Jan Lever tijdens het 40-jarig jubileum van de Nederlandse Malacologische Vereniging (1974)

Jan Lever (Groningen, 20 juli 1922 - Amsterdam, 23 november 2010) was een Nederlands bioloog die was gespecialiseerd in de zoölogie, de endocrinologie en de evolutiebiologie. Zijn opvattingen over schepping en evolutie kunnen worden gekarakteriseerd als een vorm van theïstisch evolutionisme.

## Opleiding en werk
De gereformeerde Lever studeerde biologie aan de Universiteit Utrecht. Hij was grondlegger van de subfaculteit Biologie aan de Vrije Universiteit in Amsterdam waar hij van 1952-1986 hoogleraar dierkunde was. Hij deed onder meer onderzoek aan de schildklier, schelpen en het neuro-endocriene systeem bij slakken. Hij was sinds 1970 lid van de Koninklijke Nederlandse Akademie van Wetenschappen, waar hij van 1978 tot 1981 voorzitter was van de afdeling Natuurkunde.

## Hoogleraarschap
Als hoogleraar biologie aan de Vrije Universiteit Amsterdam (destijds een universiteit van orthodox-gereformeerde signatuur), speelde hij een belangrijke rol in de acceptatie van de evolutietheorie in gereformeerde kring in de jaren vijftig en zestig. In navolging van andere VU-wetenschappers als Gerardus Sizoo, hield hij veel lezingen voor de achterban van de VU over de relatie tussen geloof en natuurwetenschap. Grote bekendheid verwierf hij naar aanleiding van zijn boek Creatie en Evolutie (1956). De theorie uit het boek Creatie en Evolutie verwoordde Lever op toegankelijker wijze onder meer in het boekje Waar blijven we? (1969), een verzameling van radio-lezingen die door de NCRV werden uitgezonden.
De relatie tussen geloof en wetenschap heeft hem zijn gehele verdere leven beziggehouden, kort voor zijn overlijden op 23 november 2010 publiceerde hij zijn laatste boek Een bioloog leest de bijbel (november 2010) waarin hij zijn toenmalige visie op de betekenis van de sommige bijbel(verhalen) en dogma's geeft, afgewisseld met enkele persoonlijke reflecties. 

## Publicaties
- Creatie en Evolutie (1956)
- Quantitative beach research I, The "left-right-phenomenon": Sorting of lamellibranch valves on sandy beaches (1958)
- Waar blijven we? (1969)
- Geïntegreerde biologie (1973)
- Schepping en evolutie (1985)
- Bomengids van Amsterdam-Zuid (2002)
- Feniks en broedmachine. Reisverhalen over deze wondere wereld (2003)
- Langs de mysterieuze grenzen van het leven (2006)
- Een bioloog leest de Bijbel (2010)